# والتر كوبر (كيميائي)
والتر كوبر (بالإنجليزية: Walter Cooper)‏ هو كيميائي أمريكي، ولد في 18 يوليو 1928 في كليرتون في الولايات المتحدة.